# Lucien Tesnière
Lucien Tesnière (Mont-Saint-Aignan, 13 de maio de 1893 – Montpellier, 6 de dezembro de 1954) foi um  linguista francês.
Professor em Estrasburgo (1924) e Montpellier (1937), publicou trabalhos sobre as línguas eslavas, mas sua principal contribuição foi no campo da teoria sintática, desenvolvida em seu livro Éléments de syntaxe structurale (Elementos de sintaxis estructural) (1959), onde propõe uma formalização das estruturas sintáticas da frase segundo exemplos de diferentes línguas

## Obras
- Petite grammaire russe, Henri Didier, Paris 1934.
- Cours élémentaire de syntaxe structurale, 1938.
- Cours de syntaxe structurale, 1943.
- Esquisse d'une syntaxe structurale, Klincksieck, Paris 1953.
- Éléments de syntaxe structurale, Klincksieck, Paris 1959. ISBN 2-252-01861-5
- Éléments de syntaxe structurale, Klincksieck, Paris 1988. Préface de Jean Fourquet, professeur à la Sorbonne. Deuxième édition revue et corrigée, cinquième tirage. ISBN 2-252-02620-0